# Miền Tây Trung Quốc

Miền Tây Trung Quốc

Miền Tây Trung Quốc bao gồm miền Tây Bắc Trung Quốc và miền Tây Nam Trung Quốc. Các địa phương: thành phố Trùng Khánh, các tỉnh Cam Túc, Thiểm Tây, Thanh Hải, Quý Châu, Tứ Xuyên, Vân Nam và các khu tự trị Ninh Hạ, Tây Tạng, Tân Cương.
Miền Tây Trung Quốc gồm các dãy núi cao, các sơn nguyên đồ sộ xen lẫn các bồn địa. Khí hậu ôn đới lục địa khắc nghiệt tạo nên những vùng hoang mạc và bán hoang mạc rộng lớn. Rừng, đồng cỏ và các khoáng sản là tài nguyên chính của miền này. Đây là nơi bắt nguồn của các con sông lớn như Hoàng Hà, Trường Giang.